# Dream On (série télévisée)
Pour les articles homonymes, voir Dream On.
Dream On est une série télévisée américaine en 120 épisodes de 25 minutes, créée par David Crane et Marta Kauffman et diffusée entre le 18 juillet 1990 et le 27 mars 1996 sur HBO.
En France, la série a été diffusée à partir du 14 février 1992 sur Canal Jimmy, en Suisse sur TSR1, en Belgique sur Be Séries, et au Québec en VOSTFr à partir du 7 septembre 1999 à Télé-Québec.
Marta Kauffman et David Crane, créateurs et producteurs de la série, abandonneront l'écriture de Dream On pour se consacrer à la création de la série Friends en 1994.

## Synopsis
La série raconte les déboires sentimentaux du personnage de Martin Tupper, un salarié d'une maison d'édition américaine vivant à New York. Tupper, la quarantaine, divorcé, entretient d'excellentes relations avec son ex-épouse Judith, une psychologue avec qui il a eu un fils, Jeremy. Son ex-femme s'est remariée avec le docteur Richard Stone (on ne verra ce dernier que vers la fin de la série), l’archétype même de l'homme parfait et une figure impossible à égaler pour Tupper.
Tupper, un grand rêveur bercé par son enfance heureuse (notamment ses souvenirs des séries télévisées qu'il regardait enfant), est toujours à la recherche de nouvelles conquêtes féminines qu'il ramène souvent à son appartement. À son travail, il est sous les ordres d'un patron plutôt singulier, et assisté de Toby, une secrétaire quelque peu caractérielle.
L'originalité de la série réside dans le fait qu'elle contient de nombreux extraits de films et de séries télévisées en noir et blanc des années 1930 à 1950, qui illustrent métaphoriquement les pensées du héros. La série est aussi singulière dans le fait qu'elle présente et utilise certains cas de nudité comme ressorts comiques.

## Distribution

### Acteurs principaux
- Brian Benben (VF : Constantin Pappas) : Martin Tupper
- Denny Dillon (VF : Marie-Martine) : Toby Pedalbee
- Chris Demetral (VF : Alexandre Nguyen) : Jeremy Tupper
- Wendie Malick (VF : Josiane Pinson) : Judith Tupper Stone
- Jeffrey Joseph (saison 1) puis Dorien Wilson (en) (saisons 2 à 6) (VF : Didier Cherbuy) : Eddie Charles

### Acteurs récurrents
- Michael McKean (VF : Pascal Germain) : Gibby Fiske (24 épisodes, saisons 2 à 6)
- Paul Dooley (VF : Roger Carel) : Mickey Tupper (6 épisodes, saisons 3 à 5)
- Renée Taylor (VF : Michèle Bardollet) : Doris Tupper (6 épisodes, saisons 3 à 5)

### Invités
- Sylvester Stallone (VF : Michel Vigné) : lui-même (1991)

 Source et légende : version française (VF) sur RS Doublage

## Liste des épisodes

### Première saison (1990)
1. Dream on (Pilot)
2. Sexe et paternité (Sex and the Single Father)
3. La Mort fait une pause café (Death Takes a Coffee Break)
4. La Petite sœur a grandi (Sole Sister)
5. Souvenirs, souvenirs (Angst for the Memories)
6. Même les moutons sont nerveux (…And Sheep Are Nervous)
7. Envers et contre tous (Over Your Dead Body)
8. La Chance sourit à Martin (Martin Gets Lucky)
9. Rencontre au lavomatic (Three Coins in the Dryer)
10. La Guerre de Troie (Trojan War)
11. Derrière les barreaux (Up the River)
12. S.O.S. amitié (555-HELL)
13. C'est la faute au nouveau patron (Doing the Bossa Nova)
14. La deuxième ex (Premarital Ex)

### Deuxième saison (1991)
1. La Deuxième plus grande histoire jamais contée - 1re partie (The Second Greatest Story Ever Told - Part 1)
2. La Deuxième plus grande histoire jamais contée - 2e partie (The Second Greatest Story Ever Told - Part 2)
3. Et ton petit chien aussi (And Your Little Dog, Too)
4. 37 ans de réflexion (The 37-Year Itch)
5. On revient toujours à ses premières amours (Calling the Kettle Black)
6. Futile attraction (Futile Attraction)
7. Que vois-je là, dans ta poche ? (No, I'm Just Happy to See You)
8. Poussé par le désir (What I Did for Lust)
9. Melville, je t'adore ! (Play Melville for Me)
10. Le Corps de l'angoisse (To Have and Have and Have and Have Not)
11. Le Feu aux fesses (Pants on Fire)
12. La Vie en rose (The Charlotte Letter)
13. Tellement drôle que j'ai oublié de rire (So Funny I Forgot to Laugh)
14. Toby or not Toby (Toby or Not Toby)
15. Partie de poker retourné (The Name of the Game Is Five-Card Stud)

### Troisième saison (1992)
1. Victime de l'amour - 1re partie (And Bimbo Was His Name-O - Part 1)
2. Victime de l'amour - 2e partie (And Bimbo Was His Name-O - Part 2)
3. Cauchemar sur Bleecker Street (Nightmare on Bleecker Street)
4. Par affection pour Peter (For Peter's Sake)
5. Tendres augmentations (Terms of Employment)
6. Richard, les pauvres et moi (For Richard or for Poorer)
7. Martin et les dévoyées (Bad Girls)
8. Magouilles et Cie (Here Comes the Bribe)
9. Que le divorce soit avec toi (May Divorce Be with You)
10. Viens frapper à ma porte (Come and Knock on Our Door…)
11. B.S. Elliot (B.S. Elliot)
12. Ce que femme veut (What Women Want)
13. Noir c'est noir (Red All Over)
14. Le Rocky mariage photo show (The Rocky Marriage Picture Show)
15. Martin et la médium (Martin Over Medium)
16. La Théorie de la relativité (Theory of Relativity)
17. Nuit blanche (Up All Night)
18. Coupable soirée (The Guilty Party)
19. Le Fils se lève aussi (The Son Also Rises)
20. Joie domestique (Domestic Bliss)
21. Le Visiteur (It Came from Beneath the Sink)
22. Non consigné (No Deposit, No Return)
23. L'Irrésistible ascension d'Alex (To the Moon, Alex!)
24. L'Étudiante (The Undergraduate)
25. Danse : 10, sexe : 3 (Dance Ten, Sex Three)
26. Sexe pour deux (Key for Two)

### Quatrième saison (1993-1994)
1. Sexe, mensonge et vidéo (Oral Sex, Lies, and Video Tape)
2. French conception (The French Conception)
3. Question de profondeur (Depth Be Not Proud)
4. Secret de famille (Pop Secret)
5. Le Téléphone rose (Reach out and Touch Yourself)
6. Noir c'est noir (Home Sweet Homeboy)
7. Un long week-end à la campagne (A Midsummer Night's Dream On)
8. Le livre, le voleur, son patron et son amant (The Book, the Thief, Her Boss and His Lover)
9. Vengeance féminine (Super Freak)
10. Une pour deux (One Ball, Two Strikes)
11. Conflit de générations (Portrait by an Artist on the Young Man)
12. Responsabilité paternelle (And Bobby Makes Three)
13. Noël surprise - 1re partie (Silent Night, Holy Cow - Part 1)
14. Noël surprise - 2e partie (Silent Night, Holy Cow - Part 2)
15. Le Frère de la mariée (Brother of the Bride)
16. La Fondue savoyarde (Blinded by the Cheese)
17. La Nurse (Hey, Nanny Nanny)
18. Le Prêtre (The Second Coming)
19. Échange de bons procédés (Martin Tupper in « Magnum Farce »)
20. On ne fait d'omelette sans casser d'œufs (Where There's Smoke, You're Fired)
21. La Faute à Réo (Blame It on Reo)
22. Lien de parenté (From Here to Paternity)
23. Le Lifting (A Face Worse Than Death)
24. Un amour de chat (Felines… Nothing More Than Felines)
25. La Veuve (Stone Cold)

### Cinquième saison (1994)
1. Le Rapt - 1re partie (The Taking of Pablum 1-2-3 - Part 1)
2. Le Rapt - 2e partie (The Taking of Pablum 1-2-3 - Part 2)
3. Les Femmes d'à côté (Tis Pity She's a Neighbour)
4. Le Piano (Steinway to Heaven)
5. La Belle et la Bête (Judy and the Beast)
6. Classe tous risques (The Homecoming Queen)
7. Intelligence service (I'm with Stupid)
8. Contorsions (Attack of the 59-Inch Woman)
9. N'est pas romancier qui veut (Those Who Can't, Edit)
10. À l'assaut de Broadway (Off-Off Broadway Bound)
11. La passation des pouvoirs (Hack Like Me)
12. Crise de foi (I Never Promised You Charoses, Martin)
13. Papa est en voyage de cœur (The Courtship of Martin's Father)

### Sixième saison (1995-1996)
1. Souvenirs d'enfance (Try Not to Remember)
2. Bess, tu n'es pas ma femme (Bess You Is Not My Woman Now)
3. La Séparation (Long Distance Runaround)
4. La Course à l'auteur (Significant Author)
5. Neuf jours et demi (9 1/2 Days)
6. Cours privés (Beam Me Up, Dr Spock)
7. Les Dix commandements (Take Two Tablets, and Get Me to Mt. Sinai)
8. Sexe, drogue et rock'n roll - 1re partie (Music in My Veins (1))
9. Sexe, drogue et rock'n roll - 2e partie (Music in My Veins (2))
10. Promotion canapé (Tie Me Sister Lu Down, Sport)
11. La Petite sœur (She Won't Do It, But Her Sister Will)
12. Vole petit papillon (Flight of the Pedalbee)
13. Ai-je le blues ? (Am I Blue?)
14. Charretée bien ordonnée (Home Is Where the Cart Is)
15. Eddie le petit orphelin (Little Orphan Eddie)
16. Le Choix de Toby (Toby's Choice)
17. Le Week-end de tous les dangers (The Weekend at the College Didn't Turn Out Like They Planned)
18. La Seconde chance (Second Time Aground)
19. S.O.S. fantômes (The Spirit of 76th & Park)
20. Mon cousin Louie (All About Louie)
21. Nos plus belles années (The Way We War)
22. Pas de printemps pour Tupper (Springtime for Tupper)
23. Turlututu (Hey Diddle Diddle)
24. L'Amour toujours (Cupid Is as Cupid Does)
25. Cherche locataire, désespérément (Tenants, Anyone?)
26. Finale - 1re partie (Finale - Part 1)
27. Finale - 2e partie (Finale - Part 2)

## Distinction
- Emmy Awards 1993 : Meilleure réalisation de Betty Thomas pour l'épisode « For Peter's Sake ».